# 拉斐特大街
拉斐特街是纽约市曼哈顿下城的一条主要南北干道。它起始于里德街和中心街的交汇处，钱伯斯街以北一个街区。该单行道穿越华埠，小意大利，诺利塔和诺霍后，在东9街与10街直接与第四大街合并。自行车道在左侧车道外。 Spring Street 以北，拉斐特街仅限北行（上城）；Spring Street 以南，拉斐特街仅南行（下城）。
这条街以美国独立战争中的法国英雄拉斐特侯爵命名。

## 历史

### 早年（1804-1887）
Colonnade Row
这条街起源于约翰·雅各布·阿斯特的房地产投机活动，他在 1804 年以 45,000 美元的价格购买了一个大型市场花园，并将该地块的一部分租给了一位名叫约瑟夫·德拉克洛瓦的法国人，后者建造了一个受欢迎的度假胜地并称之为“沃克斯豪尔花园”。当租约在 1825 年到期时，阿斯特开辟了一条新街道，一条 100 英尺宽的三个街区的林荫大道，没有交叉街道。这条街道从阿斯特广场开始，到他命名为拉斐特道的大琼斯街结束，用以纪念这位回美受到热烈欢迎的革命战争英雄。新街道两旁的地块卖得很好，阿斯特赚的钱是他二十年前买的土地的好几倍。 最宏伟的是街道西侧的大理石面希腊复兴式房屋的露台。1833年建成时称为拉格朗日露台，但纽约人称其为 "Colonnade Row"，因为其正面有两层楼的科林斯式圆柱。九套住宅每套售价高达 30,000 美元；现存的四间是拉斐特街第一个时尚住宅阶段的唯一幸存者，该街在 1900 年代初期城市向南延伸街道时得名。  当时，它的路线是从以前的榆树街、马里昂街和拉斐特广场划出来的，并在市政大楼与中心街连接。

### 现状（1888 年至今）
拉斐特街的历史变化的缩影是1888年建造的舍默霍恩大厦，以取代舍默霍恩大宅，威廉-科尔福德-舍默霍恩夫人将其内部重新装修成路易十五的凡尔赛宫，据说是为了在1854年为六百名纽约人举办法国主题的服装舞会，在这次舞会上德国的沙龙舞被引入美国。 作为时代变化的标志，1860年，W.C. Schermerhorns家族搬到了上城区西23街49号。不久之后，Colonnade Row的一半被拆除，为Wanamaker百货公司的仓库腾出了地方。Wanamaker公司接管了斯图尔特（A.T. Stewart）占据百老汇和拉斐特以及第九和第十街之间的整个街区的豪华干货店，并在隔壁第八和第九街之间建造了一个同样巨大的附属建筑，有一个空中通道连接这两座建筑。主店在1956年被烧毁，但附属建筑和仓库建筑在拉斐特大街上仍然存在。 

## 地标
沿拉斐特街的地标包括： 
- 位于阿斯特广场的纽约商业图书馆大楼（ George E. Harney，1891 年），曾经是阿斯特歌剧院的所在地，现在是公寓
- 阿拉莫，阿斯特广场的立方体雕塑
- 阿斯特图书馆（1854 年），由约翰·雅各布·阿斯特创立，现在是公共剧院的所在地
- 柱廊街（1833 年），九座希腊复兴排屋中的四座； 其一为Astor Place 剧院
- Schermerhorn 大厦，1888 年为Schermerhorn 建造，由 Henry Janeway Hardenbergh设计，以取代 Schermerhorn 大宅。
- 拉斐特街 339 号，被称为“和平五角大楼”的许多左翼组织曾将总部设在那里，包括反战联盟
- 东休斯顿街的帕克大厦
- 白街上的纽约市救援计划（收容所）
- 31号消防队大楼位于  87 Lafayette，由Napoleon LeBrun于 1895 年建造，现为市中心社区电视中心(DCTV)
- 由 George Henry Griebel建造的 Ahrens 大楼和 White Street 南侧的市市政法院大楼
- 富兰克林街的家庭法庭
- 伦纳德街的卫生、医院和卫生局
- 联邦广场，包括位于Worth 街的 Jacob Javits 联邦大楼
- 珍珠街上的弗利广场，以坦曼尼音乐厅的“大汤姆”弗利命名
- SoHo-Cast Iron 历史街区扩建[7]

## 夏日街道计划
2008年8月的三个星期六，纽约市交通局将拉斐特街、公园大道和东72街的部分路段关闭，禁止机动车通行，作为 "夏季街道 "计划，鼓励非机动车使用。 从那时起，该计划每年都会更新，并在每年八月的第一个、第二个和第三个星期六举行。 

## 公共交通
纽约市地铁Template:NYCS Broadway-Lafayette 線 在 Bleecker Street / Broadway – Lafayette Street的地铁站大楼相交。 IRT 列克星敦大道线( 4，5，6，與<6> 線   ) 在拉斐特下运行，在Canal Street 、 Spring Street 、 Bleecker Street 和Astor Place停靠， 以及前Worth Street（现已废弃）。南行的M22公交车服务于 Worth Street和Chambers Street之间的一小段路段。

## 另见

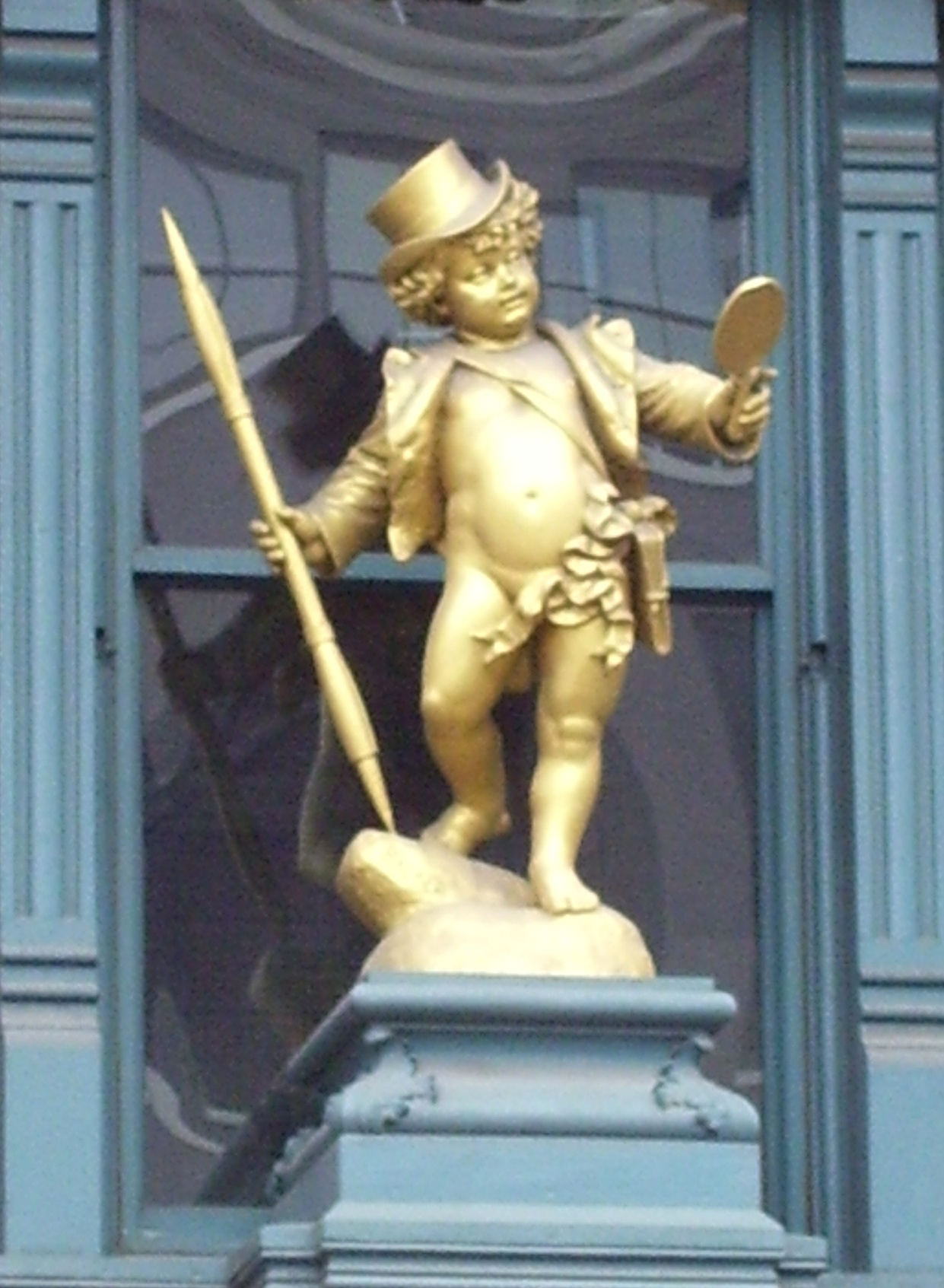
帕科大厦前的Puck镀金像